# Ситон, Майкл
Майкл Джозеф Арантес Ситон (англ. Michael Joseph Arantes Seaton; родился 1 мая 1996 года в Спаниш-Таун, Ямайка) — ямайский футболист, нападающий кёльнской «Виктории» и сборной Ямайки.

## Клубная карьера
Ситон — воспитанник клуба «Ди Си Юнайтед». 11 августа 2013 года в матче против «Филадельфия Юнион» он дебютировал в MLS. Для получения игровой практики Майкл дважды на правах аренды выступал за клуб USL «Ричмонд Кикерс». В начале 2015 года он также на правах аренды перешёл в шведский «Эребру». 8 апреля в поединке против «Гётеборга» Ситон дебютировал в Аллсвенскан лиге.
Летом того же 2015 года Ситон перешёл в «Портленд Тимберс». Остаток сезона он провёл в фарм-клубе «Портленд Тимберс 2» в третьем дивизионе. В мае 2016 года Ситон был отчислен из «Портленда», так и не сыграв и минуты за основную команду.

## Международная карьера
16 ноября 2013 года в товарищеском матче против сборной Тринидада и Тобаго Ситон дебютировал за сборную Ямайки. 5 март 2014 года в поединке против Сент-Люсии Майкл забил свой первый гол за национальную команду. В том же году он помог сборной выиграть Карибский кубок.
Летом 2015 года Ситон принял участие в Золотом кубке КОНКАКАФ. На турнире он сыграл в матче против сборной Мексики.

### Голы за сборную Ямайки
| #  | Дата         | Место                                   | Противник  | Счёт | Результат | Соревнование      |
| -- | ------------ | --------------------------------------- | ---------- | ---- | --------- | ----------------- |
| 1. | 5 марта 2014 | Босежур стэдиум, Грос Ислет, Сент-Люсия | Сент-Люсия | 1:0  | 5:0       | Товарищеский матч |
| 2. | 26 мая 2014  | Ред Булл Арена, Гаррисон, США           | Сербия     | 1:2  | 1:2       | Товарищеский матч |

## Достижения
Международные
 Ямайка
- Карибский кубок — 2014
- Золотой кубок КОНКАКАФ — 2015